# Ингман, Лаури
Ларс (Лаури) Йоханнес Ингман (фин. Lars (Lauri) Johannes Ingman; 30 июня 1868, Эстермарк, Великое княжество Финляндское − 25 октября 1934, Турку, Финляндия) — финский политический и религиозный деятель; с 1918 по 1919 и 1924 по 1925 годы — премьер-министр Финляндии.

## Биография
Родился 30 июня 1868 года в Эстермарке, в Великом княжестве Финляндском.
С 1907 по 1919 и с 1922 по 1929 годы был членом парламента Финляндии от партии Национальная коалиция. В 1918 году избирался спикером Эдускунты.
С 1916 по 1930 годы состоял в звании профессора теологии Хельсинкского университета.
С 1930 по 1934 годы был избран архиепископом Турку, являясь главой Евангелическо-лютеранской церкви Финляндии.
Скончался 25 октября 1934 года в Турку.
В его честь назван зал в городе Теува, где проходят различные культурные мероприятия.

## Семья
- Брат — Альфред Ингман[фин.] — финский религиозный деятель и писатель.
- Супруга — Хелми Крон (фин. Helmi Anni Krohn). Свадьба в 1891, развод — в 1913 году.
- Супруга — Кристиане Томсон (фин. Kristiane Nicoline Thomsen). Свадьба в 1913 году.